# Flèche wallonne féminine 2008
Cet article concerne l'édition féminine de la Flèche wallonne. Pour la course masculine, voir Flèche wallonne 2008.
La 11e édition de la Flèche wallonne féminine a eu lieu le 23 avril 2008. Elle fait partie du calendrier de la Coupe du monde de cyclisme sur route féminine 2008. La course est remportée par la Néerlandaise Marianne Vos.

## Parcours
Le parcours, long de 103,5 km, comporte les sept côtes suivantes ,:
| Num | Nom                | km    | Longueur (m) | Pente moyenne | km de l'arrivée |
| --- | ------------------ | ----- | ------------ | ------------- | --------------- |
| 1   | Côte de Peu d'Eau  | 38,5  | 2 700        | 3,9 %         | 65              |
| 2   | Côte de Haut-Bois  | 44    | 1 600        | 4,8 %         | 59,5            |
| 3   | Côte de Thon       | 53,5  | 1 000        | 8,5 %         | 50              |
| 4   | Côte de Bonneville | 61,5  | 900          | 9,7 %         | 42              |
| 5   | Côte de Bohissau   | 74,5  | 1 300        | 7,6 %         | 29              |
| 6   | Côte de Ahin       | 92,5  | 2 300        | 6,5 %         | 11              |
| 7   | Mur de Huy         | 103,5 | 1 300        | 9,3 %         | 0               |

## Équipes
| Équipes féminines professionnelles (14)- AA Drink-Cycling Team - Bigla - Cervélo-Lifeforce - DSB Bank - Flexpoint - Gauss RDZ Ormu - High Road Women - Lotto-Belisol Ladiesteam - Menikini-Selle Italia-Masters Color - Equipe Nürnberger Versicherung - Topsport Vlaanderen Thompson Ladies - USC Chirio Forno d'Asolo - Vienne Futuroscope - Vrienden van het Platteland Équipes nationales (11)- Allemagne - Autriche - Belgique - Canada - Espagne - États-Unis - France - Grande-Bretagne - Italie - Lituanie - Pays-Bas |
| |

## Récit de la course

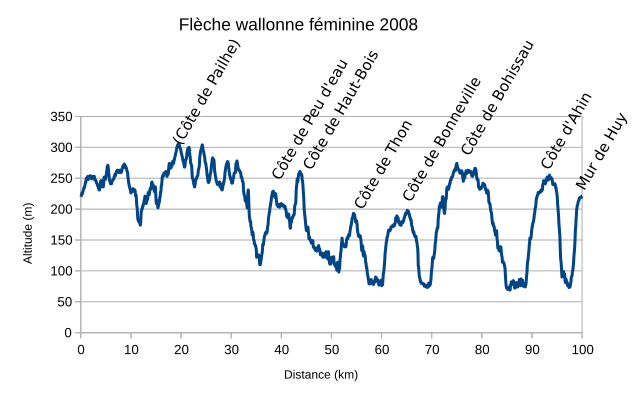
Profil de la course

Les grandes équipes contrôlent le début de course et empêchent toute échappée. Au bout de quarante-cinq kilomètres, la championne du monde Marta Bastianelli est prise dans une chute et doit revenir seule sur le peloton. À quarante-deux kilomètres de l'arrivée, dans la côte de Bonneville, Noemi Cantele passe à l'offensive, mais elle ne parvient pas à prendre de l'avance. Alison Powers attaque ensuite dans la descente vers Andenne et gagne dix secondes d'avantages. Elle est ensuite rejointe par Christiane Soeder. Dans la Côte de Bohissau, à trente kilomètres de l'arrivée, Fabiana Luperini attaque. Son avance atteint une minute, mais le peloton finit par la reprendre. Ensuite, à trois reprises, Nicole Cooke tente de partir dans la côte d'Ahin, l'avant dernière difficulté du parcours. Elle est suivie par Marta Bastianelli et Noemi Cantele, mais ces dernières ne coopèrent pas. Elles sont donc néanmoins reprises. Un groupe de vingt-cinq coureuses se présente ensemble au pied de la dernière ascension du mur de Huy. Emma Pooley maintient le rythme au début de la montée. Nicole Cooke attaque ensuite. Judith Arndt accélère également, mais est reprise par Marianne Vos qui la passe, tout comme Marta Bastianelli. Finalement, Marianne Vos s'impose pour la deuxième année de rang, devant la championne du monde et Judith Arndt. Alex Wrubleski obtient une surprenante quatrième place,.

## Classement final
| \| Classement général \| Classement général \| Classement général \| Classement général \| Classement général \| \| Coureuse \| Coureuse \| Pays \| Équipe \| Temps \| \| ------------------ \| ------------------- \| ------------------ \| ------------------------ \| ------------------ \| \| 1re \| Marianne Vos \| Pays-Bas \| DSB Bank \| 2 h 46 min 42 s \| \| 2e \| Marta Bastianelli \| Italie \| Italie \| + 1 s \| \| 3e \| Judith Arndt \| Allemagne \| High Road Women \| + 2 s \| \| 4e \| Alexandra Wrubleski \| Canada \| Canada \| + 9 s \| \| 5e \| Amber Neben \| États-Unis \| Flexpoint \| + 13 s \| \| 6e \| Emma Pooley \| Royaume-Uni \| Grande-Bretagne \| + 17 s \| \| 7e \| Nicole Brändli \| Suisse \| Bigla \| + 17 s \| \| 8e \| Nicole Cooke \| Royaume-Uni \| Grande-Bretagne \| + 17 s \| \| 9e \| Sofie Goor \| Belgique \| Lotto-Belisol Ladiesteam \| + 20 s \| \| 10e \| Lieselot Decroix \| Belgique \| Lotto-Belisol Ladiesteam \| + 22 s \| |                     |             |                          |                 |
| |                     |             |                          |                 |
| Source : Cycling Quotient |                     |             |                          |                 |
| Classement général |                     |             |                          |                 |
| Coureuse | Coureuse            | Pays        | Équipe                   | Temps           |
| 1re | Marianne Vos        | Pays-Bas    | DSB Bank                 | 2 h 46 min 42 s |
| 2e | Marta Bastianelli   | Italie      | Italie                   | + 1 s           |
| 3e | Judith Arndt        | Allemagne   | High Road Women          | + 2 s           |
| 4e | Alexandra Wrubleski | Canada      | Canada                   | + 9 s           |
| 5e | Amber Neben         | États-Unis  | Flexpoint                | + 13 s          |
| 6e | Emma Pooley         | Royaume-Uni | Grande-Bretagne          | + 17 s          |
| 7e | Nicole Brändli      | Suisse      | Bigla                    | + 17 s          |
| 8e | Nicole Cooke        | Royaume-Uni | Grande-Bretagne          | + 17 s          |
| 9e | Sofie Goor          | Belgique    | Lotto-Belisol Ladiesteam | + 20 s          |
| 10e | Lieselot Decroix    | Belgique    | Lotto-Belisol Ladiesteam | + 22 s          |

## Liste des participantes
| DSB Bank DSB | DSB Bank DSB           | DSB Bank DSB |
| ------------ | ---------------------- | ------------ |
| Num          | Coureuse               | Pos          |
| 1            | Marianne Vos (NED)     | 1re          |
| 2            | Andrea Bosman (NED)    | 42e          |
| 3            | Tina Liebig (GER)      | 60e          |
| 4            | Noortje Tabak (NED)    | AB           |
| 6            | Adrie Visser (NED)     | AB           |
| 8            | Sharon van Essen (NED) | 77e          |

| Grande-Bretagne GBR | Grande-Bretagne GBR       | Grande-Bretagne GBR |
| ------------------- | ------------------------- | ------------------- |
| Num                 | Coureuse                  | Pos                 |
| 11                  | Nicole Cooke (route)      | 8e                  |
| 12                  | Jessica Allen             | AB                  |
| 13                  | Catherine Hare Willianson | AB                  |
| 14                  | Sharon Laws               | 31e                 |
| 15                  | Emma Pooley               | 6e                  |

| High Road Women TMP | High Road Women TMP        | High Road Women TMP |
| ------------------- | -------------------------- | ------------------- |
| Num                 | Coureuse                   | Pos                 |
| 21                  | Judith Arndt (GER)         | 3e                  |
| 22                  | Kimberly Anderson (USA)    | 52e                 |
| 23                  | Chantal Beltman (NED)      | 55e                 |
| 24                  | Luise Keller (GER) (route) | 56e                 |
| 25                  | Linda Villumsen (DEN)      | 62e                 |
| 26                  | Oenone Wood (AUS) (route)  | 32e                 |

| Equipe Nürnberger Versicherung NUR | Equipe Nürnberger Versicherung NUR | Equipe Nürnberger Versicherung NUR |
| ---------------------------------- | ---------------------------------- | ---------------------------------- |
| Num                                | Coureuse                           | Pos                                |
| 31                                 | Suzanne de Goede (NED)             | 16e                                |
| 32                                 | Claudia Häusler (GER)              | 58e                                |
| 33                                 | Eva Lutz (GER)                     | 26e                                |
| 34                                 | Edita Pučinskaitė (LTU)            | 13e                                |
| 35                                 | Modesta Vžesniauskaitė (LTU)       | 78e                                |
| 36                                 | Trixi Worrack (GER)                | 33e                                |

| États-Unis USA | États-Unis USA     | États-Unis USA |
| -------------- | ------------------ | -------------- |
| Num            | Coureuse           | Pos            |
| 41             | Katheryn Curi      | AB             |
| 42             | Katharine Carroll  | 59e            |
| 43             | Lauren Franges     | AB             |
| 44             | Alison Powers      | AB             |
| 46             | Christine Thorburn | 41e            |
| 47             | Carmen McNellis    | AB             |

| Gauss RDZ Ormu GAU | Gauss RDZ Ormu GAU         | Gauss RDZ Ormu GAU |
| ------------------ | -------------------------- | ------------------ |
| Num                | Coureuse                   | Pos                |
| 51                 | Julia Martisova (RUS)      | 22e                |
| 52                 | Tatiana Guderzo (ITA)      | AB                 |
| 53                 | Verónica Leal (MEX)        | AB                 |
| 54                 | Silvia Parietti (ITA)      | 44e                |
| 55                 | Élodie Touffet (FRA)       | AB                 |
| 56                 | Grete Treier (EST) (route) | 25e                |

| Belgique BEL | Belgique BEL      | Belgique BEL |
| ------------ | ----------------- | ------------ |
| Num          | Coureuse          | Pos          |
| 61           | Anne Arnouts      | AB           |
| 62           | Ine Beyen         | AB           |
| 63           | Lien Beyen        | AB           |
| 64           | Mieke de Clercq   | AB           |
| 65           | Annick Van Leuven | AB           |
| 66           | Hannah Verhaeghe  | AB           |

| Menikini-Selle Italia-Masters Color MSI | Menikini-Selle Italia-Masters Color MSI | Menikini-Selle Italia-Masters Color MSI |
| --------------------------------------- | --------------------------------------- | --------------------------------------- |
| Num                                     | Coureuse                                | Pos                                     |
| 71                                      | Fabiana Luperini (ITA)                  | 27e                                     |
| 72                                      | Natalie Bates (AUS)                     | AB                                      |
| 73                                      | Kori Seehafer (USA)                     | 48e                                     |
| 74                                      | Oxana Kozonchuk (RUS)                   | 61e                                     |
| 75                                      | Miho Oki (JPN) (route)                  | AB                                      |
| 76                                      | Marina Romoli (ITA)                     | AB                                      |

| Cervélo Lifeforce RLT | Cervélo Lifeforce RLT   | Cervélo Lifeforce RLT |
| --------------------- | ----------------------- | --------------------- |
| Num                   | Coureuse                | Pos                   |
| 81                    | Kristin Armstrong (USA) | 34e                   |
| 82                    | Priska Doppmann (SUI)   | 20e                   |
| 83                    | Sarah Düster (GER)      | AB                    |
| 84                    | Emma Rickards (AUS)     | AB                    |
| 85                    | Christiane Soeder (AUT) | 14e                   |
| 86                    | Karin Thürig (SUI)      | 72e                   |

| Allemagne GER | Allemagne GER     | Allemagne GER |
| ------------- | ----------------- | ------------- |
| Num           | Coureuse          | Pos           |
| 91            | Hanka Kupfernagel | 38e           |
| 92            | Elke Gebhardt     | AB            |
| 93            | Virginia Hennig   | AB            |
| 94            | Romy Kasper       | AB            |
| 95            | Corinna Thumm     | AB            |
| 96            | Marlen Jöhrend    | AB            |

| Autriche AUT | Autriche AUT               | Autriche AUT |
| ------------ | -------------------------- | ------------ |
| Num          | Coureuse                   | Pos          |
| 101          | Manuela Grunzweil          | AB           |
| 102          | Corinna Kreidl             | AB           |
| 103          | Karin Pekovits             | AB           |
| 104          | Daniela Pintarelli (route) | AB           |
| 105          | Monika Schachl             | 50e          |
| 106          | Bernadette Schober         | AB           |

| AA Drink-Cycling Team AAD | AA Drink-Cycling Team AAD        | AA Drink-Cycling Team AAD |
| ------------------------- | -------------------------------- | ------------------------- |
| Num                       | Coureuse                         | Pos                       |
| 111                       | Paulina Brzeźna-Bentkowska (POL) | 39e                       |
| 112                       | Ludivine Henrion (BEL) (route)   | AB                        |
| 113                       | Emma Johansson (SWE)             | 12e                       |
| 116                       | Irene van den Broek (NED)        | 21e                       |
| 118                       | Laure Werner (BEL)               | 74e                       |
| 119                       | Kirsten Wild (NED)               | 51e                       |

| Canada CAN | Canada CAN          | Canada CAN |
| ---------- | ------------------- | ---------- |
| Num        | Coureuse            | Pos        |
| 121        | Anne Samplonius     | 25e        |
| 122        | Felicia Greer       | 67e        |
| 123        | Leigh Hobson        | 64e        |
| 125        | Erinne Willock      | 65e        |
| 126        | Alexandra Wrubleski | 4e         |
| 128        | Betina Hold         | AB         |

| Vrienden van het Platteland VVP | Vrienden van het Platteland VVP | Vrienden van het Platteland VVP |
| ------------------------------- | ------------------------------- | ------------------------------- |
| Num                             | Coureuse                        | Pos                             |
| 131                             | Martine Bras (NED)              | AB                              |
| 132                             | Liesbet De Vocht (BEL)          | 53e                             |
| 133                             | Lorian Graham (AUS)             | 24e                             |
| 135                             | An Van Rie (BEL)                | 29e                             |
| 137                             | Nikki Butterfield (AUS)         | 36e                             |
| 138                             | Marit Huisman (NED)             | AB                              |

| France FRA | France FRA               | France FRA |
| ---------- | ------------------------ | ---------- |
| Num        | Coureuse                 | Pos        |
| 141        | Maryline Salvetat        | 75e        |
| 142        | Stéphanie Baud           | AB         |
| 143        | Mélanie Bravard          | AB         |
| 144        | Sophie Creux             | 40e        |
| 145        | Christel Ferrier-Bruneau | AB         |
| 146        | Béatrice Thomas          | AB         |

| Bigla BCT | Bigla BCT                      | Bigla BCT |
| --------- | ------------------------------ | --------- |
| Num       | Coureuse                       | Pos       |
| 151       | Nicole Brändli (SUI)           | 7e        |
| 152       | Noemi Cantele (ITA)            | 30e       |
| 153       | Andrea Graus (AUT)             | 43e       |
| 154       | Jennifer Hohl (SUI)            | 47e       |
| 156       | Zulfiya Zabirova (KAZ) (route) | 57e       |
| 157       | Veronica Andrèasson (SWE)      | AB        |

| Flexpoint FLX | Flexpoint FLX              | Flexpoint FLX |
| ------------- | -------------------------- | ------------- |
| Num           | Coureuse                   | Pos           |
| 161           | Mirjam Melchers (NED)      | 40e           |
| 162           | Loes Gunnewijk (NED)       | 50e           |
| 163           | Bianca Knöpfle (GER)       | 49e           |
| 164           | Amber Neben (USA)          | 5e            |
| 165           | Anita Valen de Vries (NOR) | 35e           |
| 166           | Suzanne van Veen (NED)     | 73e           |

| Pays-Bas NED | Pays-Bas NED      | Pays-Bas NED |
| ------------ | ----------------- | ------------ |
| Num          | Coureuse          | Pos          |
| 171          | Regina Bruins     | 18e          |
| 172          | Arenda Grimberg   | AB           |
| 173          | Judith Helmink    | AB           |
| 174          | Sissy van Alebeek | AB           |
| 175          | Sanne van Paassen | 69e          |

| USC Chirio Forno d'Asolo USC | USC Chirio Forno d'Asolo USC   | USC Chirio Forno d'Asolo USC |
| ---------------------------- | ------------------------------ | ---------------------------- |
| Num                          | Coureuse                       | Pos                          |
| 181                          | Tatiana Stiajkina (UKR)        | 15e                          |
| 182                          | Alona Andruk (UKR)             | AB                           |
| 183                          | Clemilda Fernandes (BRA)       | AB                           |
| 184                          | Uênia Fernandes Da Souza (BRA) | AB                           |
| 185                          | Jolanta Polikevičiūtė (LTU)    | 19e                          |
| 186                          | Rasa Polikevičiūtė (LTU)       | AB                           |

| Vienne Futuroscope FUT | Vienne Futuroscope FUT       | Vienne Futuroscope FUT |
| ---------------------- | ---------------------------- | ---------------------- |
| Num                    | Coureuse                     | Pos                    |
| 191                    | Marina Jaunâtre (FRA)        | 76e                    |
| 193                    | Karine Gautard-Roussel (FRA) | AB                     |
| 194                    | Corine Hierckens (BEL)       | AB                     |
| 195                    | Nathalie Jeuland (FRA)       | AB                     |
| 196                    | Emmanuelle Merlot (FRA)      | AB                     |
| 198                    | Audrey Cordon (FRA)          | AB                     |

| Espagne ESP | Espagne ESP                 | Espagne ESP |
| ----------- | --------------------------- | ----------- |
| Num         | Coureuse                    | Pos         |
| 201         | Eneritz Iturriaga           | AB          |
| 202         | María Isabel Moreno (route) | AB          |
| 203         | Patricia Perez Jimenez      | AB          |
| 204         | Rosario Rodriguez           | AB          |
| 205         | Silvia Tirado Márquez       | AB          |
| 206         | Marta Vilajosana            | 66e         |

| Lituanie LTU | Lituanie LTU           | Lituanie LTU |
| ------------ | ---------------------- | ------------ |
| Num          | Coureuse               | Pos          |
| 211          | Rasa Leleivytė (route) | 70e          |
| 212          | Aušrinė Trebaitė       | AB           |
| 213          | Daiva Tušlaitė         | 28e          |
| 214          | Erika Vilūnaitė        | 63e          |
| 215          | Diana Žiliūtė          | 45e          |

| Lotto-Belisol Ladiesteam LBL | Lotto-Belisol Ladiesteam LBL | Lotto-Belisol Ladiesteam LBL |
| ---------------------------- | ---------------------------- | ---------------------------- |
| Num                          | Coureuse                     | Pos                          |
| 221                          | Kathy Watt (AUS)             | AB                           |
| 222                          | Sara Carrigan (AUS)          | 37e                          |
| 223                          | Lieselot Decroix (BEL)       | 10e                          |
| 224                          | Catherine Delfosse (BEL)     | 68e                          |
| 225                          | Sofie Goor (BEL)             | 9e                           |
| 226                          | Grace Verbeke (BEL)          | 23e                          |

| Topsport Vlaanderen Thompson Ladies VLL | Topsport Vlaanderen Thompson Ladies VLL | Topsport Vlaanderen Thompson Ladies VLL |
| --------------------------------------- | --------------------------------------- | --------------------------------------- |
| Num                                     | Coureuse                                | Pos                                     |
| 231                                     | Kelly Druyts (BEL)                      | AB                                      |
| 232                                     | Tine Ghyselinck (BEL)                   | AB                                      |
| 233                                     | Loes Sels (BEL)                         | 54e                                     |
| 234                                     | Karen Steurs (BEL)                      | AB                                      |
| 235                                     | Katrien Van Looy (BEL)                  | AB                                      |
| 236                                     | Sjoukje Dufoer (BEL)                    | AB                                      |

| Italie ITA | Italie ITA                | Italie ITA |
| ---------- | ------------------------- | ---------- |
| Num        | Coureuse                  | Pos        |
| 241        | Marta Bastianelli (route) | 2e         |
| 243        | Giorgia Bronzini          | 46e        |
| 244        | Alessandra D'Ettorre      | AB         |
| 245        | Alice Donadoni            | AB         |
| 247        | Francesca Tognali         | AB         |

| DSB Bank DSB | DSB Bank DSB           | DSB Bank DSB |
| ------------ | ---------------------- | ------------ |
| Num          | Coureuse               | Pos          |
| 1            | Marianne Vos (NED)     | 1re          |
| 2            | Andrea Bosman (NED)    | 42e          |
| 3            | Tina Liebig (GER)      | 60e          |
| 4            | Noortje Tabak (NED)    | AB           |
| 6            | Adrie Visser (NED)     | AB           |
| 8            | Sharon van Essen (NED) | 77e          |

| Grande-Bretagne GBR | Grande-Bretagne GBR       | Grande-Bretagne GBR |
| ------------------- | ------------------------- | ------------------- |
| Num                 | Coureuse                  | Pos                 |
| 11                  | Nicole Cooke (route)      | 8e                  |
| 12                  | Jessica Allen             | AB                  |
| 13                  | Catherine Hare Willianson | AB                  |
| 14                  | Sharon Laws               | 31e                 |
| 15                  | Emma Pooley               | 6e                  |

| High Road Women TMP | High Road Women TMP        | High Road Women TMP |
| ------------------- | -------------------------- | ------------------- |
| Num                 | Coureuse                   | Pos                 |
| 21                  | Judith Arndt (GER)         | 3e                  |
| 22                  | Kimberly Anderson (USA)    | 52e                 |
| 23                  | Chantal Beltman (NED)      | 55e                 |
| 24                  | Luise Keller (GER) (route) | 56e                 |
| 25                  | Linda Villumsen (DEN)      | 62e                 |
| 26                  | Oenone Wood (AUS) (route)  | 32e                 |

| Equipe Nürnberger Versicherung NUR | Equipe Nürnberger Versicherung NUR | Equipe Nürnberger Versicherung NUR |
| ---------------------------------- | ---------------------------------- | ---------------------------------- |
| Num                                | Coureuse                           | Pos                                |
| 31                                 | Suzanne de Goede (NED)             | 16e                                |
| 32                                 | Claudia Häusler (GER)              | 58e                                |
| 33                                 | Eva Lutz (GER)                     | 26e                                |
| 34                                 | Edita Pučinskaitė (LTU)            | 13e                                |
| 35                                 | Modesta Vžesniauskaitė (LTU)       | 78e                                |
| 36                                 | Trixi Worrack (GER)                | 33e                                |

| États-Unis USA | États-Unis USA     | États-Unis USA |
| -------------- | ------------------ | -------------- |
| Num            | Coureuse           | Pos            |
| 41             | Katheryn Curi      | AB             |
| 42             | Katharine Carroll  | 59e            |
| 43             | Lauren Franges     | AB             |
| 44             | Alison Powers      | AB             |
| 46             | Christine Thorburn | 41e            |
| 47             | Carmen McNellis    | AB             |

| Gauss RDZ Ormu GAU | Gauss RDZ Ormu GAU         | Gauss RDZ Ormu GAU |
| ------------------ | -------------------------- | ------------------ |
| Num                | Coureuse                   | Pos                |
| 51                 | Julia Martisova (RUS)      | 22e                |
| 52                 | Tatiana Guderzo (ITA)      | AB                 |
| 53                 | Verónica Leal (MEX)        | AB                 |
| 54                 | Silvia Parietti (ITA)      | 44e                |
| 55                 | Élodie Touffet (FRA)       | AB                 |
| 56                 | Grete Treier (EST) (route) | 25e                |

| Belgique BEL | Belgique BEL      | Belgique BEL |
| ------------ | ----------------- | ------------ |
| Num          | Coureuse          | Pos          |
| 61           | Anne Arnouts      | AB           |
| 62           | Ine Beyen         | AB           |
| 63           | Lien Beyen        | AB           |
| 64           | Mieke de Clercq   | AB           |
| 65           | Annick Van Leuven | AB           |
| 66           | Hannah Verhaeghe  | AB           |

| Menikini-Selle Italia-Masters Color MSI | Menikini-Selle Italia-Masters Color MSI | Menikini-Selle Italia-Masters Color MSI |
| --------------------------------------- | --------------------------------------- | --------------------------------------- |
| Num                                     | Coureuse                                | Pos                                     |
| 71                                      | Fabiana Luperini (ITA)                  | 27e                                     |
| 72                                      | Natalie Bates (AUS)                     | AB                                      |
| 73                                      | Kori Seehafer (USA)                     | 48e                                     |
| 74                                      | Oxana Kozonchuk (RUS)                   | 61e                                     |
| 75                                      | Miho Oki (JPN) (route)                  | AB                                      |
| 76                                      | Marina Romoli (ITA)                     | AB                                      |

| Cervélo Lifeforce RLT | Cervélo Lifeforce RLT   | Cervélo Lifeforce RLT |
| --------------------- | ----------------------- | --------------------- |
| Num                   | Coureuse                | Pos                   |
| 81                    | Kristin Armstrong (USA) | 34e                   |
| 82                    | Priska Doppmann (SUI)   | 20e                   |
| 83                    | Sarah Düster (GER)      | AB                    |
| 84                    | Emma Rickards (AUS)     | AB                    |
| 85                    | Christiane Soeder (AUT) | 14e                   |
| 86                    | Karin Thürig (SUI)      | 72e                   |

| Allemagne GER | Allemagne GER     | Allemagne GER |
| ------------- | ----------------- | ------------- |
| Num           | Coureuse          | Pos           |
| 91            | Hanka Kupfernagel | 38e           |
| 92            | Elke Gebhardt     | AB            |
| 93            | Virginia Hennig   | AB            |
| 94            | Romy Kasper       | AB            |
| 95            | Corinna Thumm     | AB            |
| 96            | Marlen Jöhrend    | AB            |

| Autriche AUT | Autriche AUT               | Autriche AUT |
| ------------ | -------------------------- | ------------ |
| Num          | Coureuse                   | Pos          |
| 101          | Manuela Grunzweil          | AB           |
| 102          | Corinna Kreidl             | AB           |
| 103          | Karin Pekovits             | AB           |
| 104          | Daniela Pintarelli (route) | AB           |
| 105          | Monika Schachl             | 50e          |
| 106          | Bernadette Schober         | AB           |

| AA Drink-Cycling Team AAD | AA Drink-Cycling Team AAD        | AA Drink-Cycling Team AAD |
| ------------------------- | -------------------------------- | ------------------------- |
| Num                       | Coureuse                         | Pos                       |
| 111                       | Paulina Brzeźna-Bentkowska (POL) | 39e                       |
| 112                       | Ludivine Henrion (BEL) (route)   | AB                        |
| 113                       | Emma Johansson (SWE)             | 12e                       |
| 116                       | Irene van den Broek (NED)        | 21e                       |
| 118                       | Laure Werner (BEL)               | 74e                       |
| 119                       | Kirsten Wild (NED)               | 51e                       |

| Canada CAN | Canada CAN          | Canada CAN |
| ---------- | ------------------- | ---------- |
| Num        | Coureuse            | Pos        |
| 121        | Anne Samplonius     | 25e        |
| 122        | Felicia Greer       | 67e        |
| 123        | Leigh Hobson        | 64e        |
| 125        | Erinne Willock      | 65e        |
| 126        | Alexandra Wrubleski | 4e         |
| 128        | Betina Hold         | AB         |

| Vrienden van het Platteland VVP | Vrienden van het Platteland VVP | Vrienden van het Platteland VVP |
| ------------------------------- | ------------------------------- | ------------------------------- |
| Num                             | Coureuse                        | Pos                             |
| 131                             | Martine Bras (NED)              | AB                              |
| 132                             | Liesbet De Vocht (BEL)          | 53e                             |
| 133                             | Lorian Graham (AUS)             | 24e                             |
| 135                             | An Van Rie (BEL)                | 29e                             |
| 137                             | Nikki Butterfield (AUS)         | 36e                             |
| 138                             | Marit Huisman (NED)             | AB                              |

| France FRA | France FRA               | France FRA |
| ---------- | ------------------------ | ---------- |
| Num        | Coureuse                 | Pos        |
| 141        | Maryline Salvetat        | 75e        |
| 142        | Stéphanie Baud           | AB         |
| 143        | Mélanie Bravard          | AB         |
| 144        | Sophie Creux             | 40e        |
| 145        | Christel Ferrier-Bruneau | AB         |
| 146        | Béatrice Thomas          | AB         |

| Bigla BCT | Bigla BCT                      | Bigla BCT |
| --------- | ------------------------------ | --------- |
| Num       | Coureuse                       | Pos       |
| 151       | Nicole Brändli (SUI)           | 7e        |
| 152       | Noemi Cantele (ITA)            | 30e       |
| 153       | Andrea Graus (AUT)             | 43e       |
| 154       | Jennifer Hohl (SUI)            | 47e       |
| 156       | Zulfiya Zabirova (KAZ) (route) | 57e       |
| 157       | Veronica Andrèasson (SWE)      | AB        |

| Flexpoint FLX | Flexpoint FLX              | Flexpoint FLX |
| ------------- | -------------------------- | ------------- |
| Num           | Coureuse                   | Pos           |
| 161           | Mirjam Melchers (NED)      | 40e           |
| 162           | Loes Gunnewijk (NED)       | 50e           |
| 163           | Bianca Knöpfle (GER)       | 49e           |
| 164           | Amber Neben (USA)          | 5e            |
| 165           | Anita Valen de Vries (NOR) | 35e           |
| 166           | Suzanne van Veen (NED)     | 73e           |

| Pays-Bas NED | Pays-Bas NED      | Pays-Bas NED |
| ------------ | ----------------- | ------------ |
| Num          | Coureuse          | Pos          |
| 171          | Regina Bruins     | 18e          |
| 172          | Arenda Grimberg   | AB           |
| 173          | Judith Helmink    | AB           |
| 174          | Sissy van Alebeek | AB           |
| 175          | Sanne van Paassen | 69e          |

| USC Chirio Forno d'Asolo USC | USC Chirio Forno d'Asolo USC   | USC Chirio Forno d'Asolo USC |
| ---------------------------- | ------------------------------ | ---------------------------- |
| Num                          | Coureuse                       | Pos                          |
| 181                          | Tatiana Stiajkina (UKR)        | 15e                          |
| 182                          | Alona Andruk (UKR)             | AB                           |
| 183                          | Clemilda Fernandes (BRA)       | AB                           |
| 184                          | Uênia Fernandes Da Souza (BRA) | AB                           |
| 185                          | Jolanta Polikevičiūtė (LTU)    | 19e                          |
| 186                          | Rasa Polikevičiūtė (LTU)       | AB                           |

| Vienne Futuroscope FUT | Vienne Futuroscope FUT       | Vienne Futuroscope FUT |
| ---------------------- | ---------------------------- | ---------------------- |
| Num                    | Coureuse                     | Pos                    |
| 191                    | Marina Jaunâtre (FRA)        | 76e                    |
| 193                    | Karine Gautard-Roussel (FRA) | AB                     |
| 194                    | Corine Hierckens (BEL)       | AB                     |
| 195                    | Nathalie Jeuland (FRA)       | AB                     |
| 196                    | Emmanuelle Merlot (FRA)      | AB                     |
| 198                    | Audrey Cordon (FRA)          | AB                     |

| Espagne ESP | Espagne ESP                 | Espagne ESP |
| ----------- | --------------------------- | ----------- |
| Num         | Coureuse                    | Pos         |
| 201         | Eneritz Iturriaga           | AB          |
| 202         | María Isabel Moreno (route) | AB          |
| 203         | Patricia Perez Jimenez      | AB          |
| 204         | Rosario Rodriguez           | AB          |
| 205         | Silvia Tirado Márquez       | AB          |
| 206         | Marta Vilajosana            | 66e         |

| Lituanie LTU | Lituanie LTU           | Lituanie LTU |
| ------------ | ---------------------- | ------------ |
| Num          | Coureuse               | Pos          |
| 211          | Rasa Leleivytė (route) | 70e          |
| 212          | Aušrinė Trebaitė       | AB           |
| 213          | Daiva Tušlaitė         | 28e          |
| 214          | Erika Vilūnaitė        | 63e          |
| 215          | Diana Žiliūtė          | 45e          |

| Lotto-Belisol Ladiesteam LBL | Lotto-Belisol Ladiesteam LBL | Lotto-Belisol Ladiesteam LBL |
| ---------------------------- | ---------------------------- | ---------------------------- |
| Num                          | Coureuse                     | Pos                          |
| 221                          | Kathy Watt (AUS)             | AB                           |
| 222                          | Sara Carrigan (AUS)          | 37e                          |
| 223                          | Lieselot Decroix (BEL)       | 10e                          |
| 224                          | Catherine Delfosse (BEL)     | 68e                          |
| 225                          | Sofie Goor (BEL)             | 9e                           |
| 226                          | Grace Verbeke (BEL)          | 23e                          |

| Topsport Vlaanderen Thompson Ladies VLL | Topsport Vlaanderen Thompson Ladies VLL | Topsport Vlaanderen Thompson Ladies VLL |
| --------------------------------------- | --------------------------------------- | --------------------------------------- |
| Num                                     | Coureuse                                | Pos                                     |
| 231                                     | Kelly Druyts (BEL)                      | AB                                      |
| 232                                     | Tine Ghyselinck (BEL)                   | AB                                      |
| 233                                     | Loes Sels (BEL)                         | 54e                                     |
| 234                                     | Karen Steurs (BEL)                      | AB                                      |
| 235                                     | Katrien Van Looy (BEL)                  | AB                                      |
| 236                                     | Sjoukje Dufoer (BEL)                    | AB                                      |

| Italie ITA | Italie ITA                | Italie ITA |
| ---------- | ------------------------- | ---------- |
| Num        | Coureuse                  | Pos        |
| 241        | Marta Bastianelli (route) | 2e         |
| 243        | Giorgia Bronzini          | 46e        |
| 244        | Alessandra D'Ettorre      | AB         |
| 245        | Alice Donadoni            | AB         |
| 247        | Francesca Tognali         | AB         |

Source.